# As Good as New
As Good as New é um filme britânico de 1933, do gênero drama, dirigido por Graham Cutts e estrelado por Winna Winifried, John Batten e Sunday Wilshin. Foi baseado em uma peça de Thompson Buchanan. Foi feito no Teddington Studios.

## Sinopse
Uma mulher, desiludida no amor, torna-se cada vez mais cínica e tenta se casar com um homem rico.

## Elenco parcial
- Winna Winifried - Elsa
- John Batten - Tom
- Sunday Wilshin - Rosa
- Toni Edgar-Bruce - Nurse Adams